# 第67回全日本大学バスケットボール選手権大会
東日本大震災復興支援 第67回全日本大学バスケットボール選手権大会（ひがしにほんだいしんさいふっこうしえん だい67かい ぜんにほんだいがくバスケットボールせんしゅけんたいかい）は、2015年11月23日から29日まで7日間にわたって国立代々木競技場第二体育館などで行われた全日本大学バスケットボール選手権大会。

## 日程
- 11月23日 - 男女1回戦
- 11月24日 - 男女1回戦
- 11月25日 - 男子1回戦・男女2回戦
- 11月26日 - 男子2回戦・女子準々決勝
- 11月27日 - 男子準々決勝・女子5～8位決定戦・女子準決勝
- 11月28日 - 男子5～8位決定戦・男子準決勝・女子順位決定戦・女子決勝
- 11月29日 - 男子順位決定戦・男子決勝・閉会式

## 会場
- 代々木第二体育館
- 大田区総合体育館
- 日本体育大学世田谷キャンパス
- 和光市総合体育館

## 出場校

### 男子
北海道・東北
- 北海道1位 札幌大学（30年連続43回目）
- 北海道2位 東海大学札幌（4年ぶり3回目）
- 東北1位 岩手大学（2年ぶり12回目）
- 東北2位 富士大学（2年連続6回目）

関東
- 関東1位 東海大学（16年連続23回目）
- 関東2位 拓殖大学（7年連続43回目）
- 関東3位 筑波大学（67年連続67回目）
- 関東4位 青山学院大学（33年連続39回目）
- 関東5位 明治大学（22年連続62回目）
- 関東6位 専修大学（31年連続50回目）
- 関東7位 白鷗大学（5年連続7回目）
- 関東8位 慶應義塾大学（3年連続58回目）
- 関東9位 法政大学（2年連続52回目）
- 関東10位 国士舘大学（3年連続18回目）
- 関東11位 日本大学（3年ぶり62回目）
- 関東12位 早稲田大学（2年ぶり59回目）
- 関東13位 日本体育大学（2年連続56回目）

北信越・東海
- 北信越1位 新潟医療福祉大学（3年連続4回目）
- 北信越2位 新潟経営大学（3年ぶり9回目）
- 東海1位 中京大学（6年連続51回目）
- 東海2位 名古屋経済大学（2年連続2回目）
- 東海3位 名古屋学院大学（40年ぶり4回目）

近畿
- 関西1位 近畿大学（4年連続50回目）
- 関西2位 天理大学（2年ぶり19回目）
- 関西3位 大阪学院大学（4年連続6回目）
- 関西4位 京都産業大学（2年ぶり42回目）
- 関西5位 関西大学（5年ぶり31回目）

中国・四国
- 中国1位 徳山大学（3年ぶり10回目）
- 中国2位 広島大学（4年連続22回目）
- 四国1位 香川大学（23年ぶり9回目）

九州
- 九州1位 東海大学九州（5年連続14回目）
- 九州2位 日本経済大学（6年連続6回目）
- 九州3位 九州産業大学（5年ぶり37回目）

### 女子
北海道・東北
- 北海道1位 札幌大学（16年連続28回目）
- 北海道2位 北翔大学（2年連続35回目）
- 東北1位 東北学院大学（3年ぶり29回目）
- 東北2位 山形大学（11年連続31回目）

関東
- 関東1位 早稲田大学（25年連続27回目）
- 関東2位 白鷗大学（20年連続20回目）
- 関東3位 東京医療保健大学（4年連続4回目）
- 関東4位 拓殖大学（11年連続15回目）
- 関東5位 筑波大学（61年連続61回目）
- 関東6位 専修大学（32年連続32回目）
- 関東7位 順天堂大学（5年連続10回目）
- 関東8位 関東学園大学（2年連続2回目）
- 関東9位 山梨学院大学（2年連続3回目）
- 関東10位 日本大学（初出場）
- 関東11位 日本体育大学（5年連続60回目）

北信越
- 北信越1位 北陸学院大学（3年連続3回目）
- 北信越2位 新潟医療福祉大学（10年連続10回目）

東海
- 東海1位 愛知学泉大学（35年連続58回目）
- 東海2位 中京大学（2年連続28回目）
- 東海3位 桜花学園大学（19年連続21回目）

近畿
- 関西1位 大阪人間科学大学（39年連続39回目）
- 関西2位 奈良学園大学（4年連続4回目）
- 関西3位 大阪体育大学（46年連続46回目）
- 関西4位 関西学院大学（2年連続5回目）
- 関西5位 立命館大学（4年連続20回目）
- 関西6位 武庫川女子大学（31年連続50回目）

中国・四国
- 中国1位 環太平洋大学（7年連続7回目）
- 中国2位 倉敷芸術科学大学（3年連続3回目）
- 四国1位 徳島文理大学（15年ぶり10回目）

九州
- 九州1位 福岡教育大学（2年ぶり31回目）
- 九州2位 東海大学九州（2年連続3回目）
- 九州3位 鹿屋体育大学（23年連続28回目）

## 試合結果
- Y…代々木第二体育館
- O…大田区総合体育館（A・B）
- N…日本体育大世田谷キャンパス
- W…和光市総合体育館（A・B）

### 男子
1回戦
| 日時      | Y                                         | O                             |
| --------- | ----------------------------------------- | ----------------------------- |
| 23日10:00 | 札幌大 88 - 96 法政大（OT）               | ー                            |
| 23日11:40 | 名古屋経済大 76 - 78 新潟医療福祉大（OT） | ー                            |
| 23日13:20 | 香川大 75 - 106 慶應義塾大                | ー                            |
| 23日15:00 | 筑波大 111 - 54 徳山大                    | ー                            |
| 23日16:40 | 九州産業大 63 - 97 拓殖大                 | ー                            |
| 23日18:20 | 東海大 89 - 56 広島大                     | 東海大九州 85 - 69 京都産業大 |
| 24日10:00 | 日本大 111 - 48 関西大                    | ー                            |
| 24日11:40 | 新潟経営大 70 - 89 日本体育大             | ー                            |
| 24日13:20 | 早稲田大 87 - 38 日本経済大               | ー                            |
| 24日15:00 | 東海大札幌 65 - 112 専修大                | ー                            |
| 24日16:40 | 明治大 84 - 50 富士大                     | ー                            |
| 24日18:20 | 名古屋学院大 51 - 90 青山学院大           | ー                            |
| 25日10:00 | 国士館大 77 - 66 大阪学院大               | ー                            |
| 25日11:40 | 天理大 60 - 61 中京大                     | ー                            |
| 25日13:20 | 東海大九州 71 - 65 白鷗大                 | ー                            |
| 25日15:00 | 近畿大 95 - 66 岩手大                     | ー                            |

2回戦
| 日時      | Y                              | O                           |
| --------- | ------------------------------ | --------------------------- |
| 25日16:40 | 新潟医療福祉大 74 - 102 拓殖大 | ー                          |
| 25日18:20 | 東海大 87 - 68 慶應義塾大      | ー                          |
| 26日11:00 | ー                             | 国士館大 70 - 67 東海大九州 |
| 26日12:40 | ー                             | 近畿大 67 - 55 中京大       |
| 26日14:20 | ー                             | 日本大 69 - 77 専修大       |
| 26日16:00 | ー                             | 明治大 77 - 58 日本体育大   |
| 26日16:40 | 筑波大 88 - 53 法政大          | ー                          |
| 26日18:20 | 早稲田大 60 - 80 青山学院大    | ー                          |

準々決勝
| 日時      | Y                         |
| --------- | ------------------------- |
| 27日13:20 | 明治大 61 - 74 青山学院大 |
| 27日15:00 | 筑波大 92 - 59 専修大     |
| 27日16:40 | 近畿大 73 - 93 拓殖大     |
| 27日18:20 | 東海大 69 - 48 国士館大   |

5～8位決定戦
| 日時      | N                             |
| --------- | ----------------------------- |
| 28日13:20 | 専修大 98 - 100 近畿大（WOT） |
| 28日15:00 | 国士舘大 67 - 70 明治大（OT） |

準決勝
| 日時      | Y                         |
| --------- | ------------------------- |
| 28日16:20 | 筑波大 76 - 66 拓殖大     |
| 28日18:00 | 東海大 70 - 51 青山学院大 |

7位決定戦
| 日時      | Y                       |
| --------- | ----------------------- |
| 29日11:00 | 国士館大 61 - 78 専修大 |

5位決定戦
| 日時      | Y                     |
| --------- | --------------------- |
| 29日13:00 | 明治大 66 - 74 近畿大 |

3位決定戦
| 日時      | Y                         |
| --------- | ------------------------- |
| 29日15:00 | 青山学院大 66 - 85 拓殖大 |

決勝
| 日時      | Y                     |
| --------- | --------------------- |
| 29日17:00 | 東海大 59 - 64 筑波大 |

### 女子
1回戦
| 日時      | OA                                    | OB                                |
| --------- | ------------------------------------- | --------------------------------- |
| 23日11:40 | 中京大 59 - 61 鹿屋体育大             | 大阪体育大 60 - 67 日本大         |
| 23日13:20 | 徳島文理大 50 - 94 関西学院大         | 桜花学園大 55 - 66 順天堂大       |
| 23日15:00 | 北陸学院大 48 - 84 筑波大             | 拓殖大 72 - 55 武庫川女子大       |
| 23日16:40 | 早稲田大 79 - 41 立命館大             | 北翔大 42 - 99 白鷗大             |
| 24日11:00 | 愛知学泉大 67 - 54 日本体育大         | 東海大九州 71 - 69 東北学院大     |
| 24日12:40 | 山形大 48 - 71 専修大                 | 関東学園大 80 - 50 札幌大         |
| 24日14:20 | 新潟医療福祉大 56 - 43 福岡教育大     | 奈良学園大 74 - 82 環太平洋大     |
| 24日16:00 | 東京医療保健大 76 - 54 倉敷芸術科学大 | 山梨学院大 50 - 66 大阪人間科学大 |

2回戦
| 日時      | OA                                | OB                                |
| --------- | --------------------------------- | --------------------------------- |
| 25日11:00 | 鹿屋体育大 55 - 76 筑波大         | 拓殖大 72 - 66 順天堂大           |
| 25日12:40 | 環太平洋大 56 - 59 東海大九州     | 愛知学泉大 67 - 50 新潟医療福祉大 |
| 25日14:20 | 関東学園大 69 - 80 大阪人間科学大 | 東京医療保健大 47 - 45 専修大     |
| 25日16:00 | 早稲田大 93 - 63 関西学院大       | 日本大 47 - 86 白鷗大             |

準々決勝
| 日時      | Y                                 |
| --------- | --------------------------------- |
| 26日10:00 | 東海大九州 60 - 93 大阪人間科学大 |
| 26日11:40 | 東京医療保健大 69 - 80 愛知学泉大 |
| 26日13:20 | 拓殖大 68 - 78 白鷗大             |
| 26日15:00 | 早稲田大 64 - 69 筑波大           |

5～8位決定戦
| 日時      | WA                          | WB                            |
| --------- | --------------------------- | ----------------------------- |
| 27日12:00 | 早稲田大 84 - 39 東海大九州 | 東京医療保健大 88 - 73 拓殖大 |

準決勝
| 日時      | Y                             |
| --------- | ----------------------------- |
| 27日10:00 | 愛知学泉大 61 - 62 白鷗大     |
| 27日11:40 | 筑波大 82 - 75 大阪人間科学大 |

7位決定戦
| 日時      | N                         |
| --------- | ------------------------- |
| 28日10:00 | 東海大九州 55 - 56 拓殖大 |

5位決定戦
| 日時      | N                               |
| --------- | ------------------------------- |
| 28日11:40 | 早稲田大 66 - 54 東京医療保健大 |

3位決定戦
| 日時      | Y                                 |
| --------- | --------------------------------- |
| 28日11:00 | 大阪人間科学大 89 - 59 愛知学泉大 |

決勝
| 日時      | Y                     |
| --------- | --------------------- |
| 28日14:00 | 筑波大 67 - 64 白鷗大 |

## 順位
| 順位   | 男子         | 男子         | 女子             | 女子          |
| 順位   | 大学名       | 備考         | 大学名           | 備考          |
| ------ | ------------ | ------------ | ---------------- | ------------- |
| 優勝   | 筑波大学     | 2年連続3回目 | 筑波大学         | 6年ぶり10回目 |
| 準優勝 | 東海大学     |              | 白鷗大学         |               |
| 3位    | 拓殖大学     |              | 大阪人間科学大学 |               |
| 4位    | 青山学院大学 |              | 愛知学泉大学     |               |
| 5位    | 近畿大学     |              | 早稲田大学       |               |
| 6位    | 明治大学     |              | 東京医療保健大学 |               |
| 7位    | 専修大学     |              | 拓殖大学         |               |
| 8位    | 国士舘大学   |              | 東海大学九州     |               |

## 表彰
| タイトル     | 男子                               | 男子               | 男子                        | 女子       | 女子                  | 女子                        |
| タイトル     | 選手名                             | 所属               | 備考                        | 選手名     | 所属                  | 備考                        |
| ------------ | ---------------------------------- | ------------------ | --------------------------- | ---------- | --------------------- | --------------------------- |
| 得点王       | ジョフ・チェイカ・アハマド・バンバ | 拓殖大№23、3年     | 144点                       | 馬伊娜     | 白鷗大№4、4年         | 96点                        |
| 3P王         | ジョフ・チェイカ・アハマド・バンバ | 拓殖大№23、3年     | 12本                        | 渡邊愛加   | 筑波大№9、3年         | 12本                        |
| リバウンド王 | ジョフ・チェイカ・アハマド・バンバ | 拓殖大№23、3年     | OFF26REB DEF49REB 合計75REB | 谷村里佳   | 筑波大№8、4年         | OFF18REB DEF51REB 合計69REB |
| アシスト王   | 生原秀将                           | 筑波大№46、3年     | 18本                        | 藤岡麻菜美 | 筑波大№4、4年         | 23本                        |
| 優秀選手 -   | 生原秀将                           | 筑波大№46、3年     |                             | 谷村里佳   | 筑波大№8、4年         |                             |
| 優秀選手     | 杉浦佑成                           | 筑波大№17、2年     |                             | 松本愛美   | 筑波大№14、2年        |                             |
| 優秀選手     | 橋本晃佑                           | 東海大№21、4年     |                             | 林咲希     | 白鷗大№8、3年         |                             |
| 優秀選手     | ジョフ・チェイカ・アハマド・バンバ | 拓殖大№23、3年     |                             | 北村悠貴   | 大阪人間科学大№5、4年 |                             |
| 優秀選手     | 笠井康平                           | 青山学院大№18、4年 |                             | 高木優里   | 愛知学泉大№4、4年     |                             |
| 敢闘賞       | ベンドラメ礼生                     | 東海大№0、4年      |                             | 馬伊娜     | 白鷗大№4、4年         |                             |
| MVP          | 馬場雄大                           | 筑波大№6、2年      |                             | 藤岡麻菜美 | 筑波大№4、4年         |                             |